# Liste der Baudenkmale in Osterholz-Scharmbeck
In der Liste der Baudenkmale in Osterholz-Scharmbeck sind alle Baudenkmale der niedersächsischen Stadt Osterholz-Scharmbeck aufgelistet. Die Quelle der Baudenkmale ist der Denkmalatlas Niedersachsen. Der Stand der Liste ist der 23. Dezember 2022.

## Allgemein
In den Spalten befinden sich folgende Informationen:
- Lage: die Adresse des Baudenkmales und die geographischen Koordinaten. Kartenansicht, um Koordinaten zu setzen. In der Kartenansicht sind Baudenkmale ohne Koordinaten mit einem roten Marker dargestellt und können in der Karte gesetzt werden. Baudenkmale ohne Bild sind mit einem blauen Marker gekennzeichnet, Baudenkmale mit Bild mit einem grünen Marker.
- Bezeichnung: Bezeichnung des Baudenkmales
- Beschreibung: die Beschreibung des Baudenkmales. Unter § 3 Abs. 2 NDSchG werden Einzeldenkmale und unter § 3 Abs. 3 NDSchG Gruppen baulicher Anlagen und deren Bestandteile ausgewiesen.
- ID: die Objekt-ID des Baudenkmales
- Bild: ein Bild des Baudenkmales, ggf. zusätzlich mit einem Link zu weiteren Fotos des Baudenkmals im Medienarchiv Wikimedia Commons. Wenn man auf das Kamerasymbol klickt, können Fotos zu Baudenkmalen aus dieser Liste hochgeladen werden:

## Altenbrück
| Lage                                              | Bezeichnung               | Beschreibung | ID       | Bild |
| ------------------------------------------------- | ------------------------- | --- | -------- | ---- |
| Altenbrücker Straße 1 53° 14′ 42″ N, 8° 50′ 56″ O | Wohn-/ Wirtschaftsgebäude | Zweiständer-Hallenhaus von um 1760 in Fachwerk mit Krüppelwalmdach in Reetdeckung                                           | 25088613 | BW   |
| Altenbrücker Straße 1 53° 14′ 42″ N, 8° 50′ 58″ O | Scheune                   | Gefügebau mit vertikaler Verbretterung und Walmdach, errichtet zweite Hälfte des 18. Jahrhunderts                           | 25085486 | BW   |
| Altenbrücker Straße 4 53° 14′ 37″ N, 8° 50′ 56″ O | Wohn-/ Wirtschaftsgebäude | Zweiständer-Hallenhaus von 1870 in Fachwerk mit Krüppelwalmdach in Reetdeckung                                              | 25089017 | BW   |
| Altenbrücker Straße 4 53° 14′ 37″ N, 8° 50′ 58″ O | Scheune                   | Gefügebau von um 1870 mit vertikaler Verbretterung, Walmdach und Querdurchfahrt                                             | 25085797 | BW   |
| Altenbrücker Straße 5 53° 14′ 36″ N, 8° 50′ 56″ O | Wohn-/ Wirtschaftsgebäude | Zweiständer-Hallenhaus von 1765 in Fachwerk mit Krüppelwalmdach in Reetdeckung                                              | 25088467 | BW   |
| Altenbrücker Straße 5 53° 14′ 35″ N, 8° 50′ 58″ O | Scheune                   | Fachwerkbau vom Ende 18. Jahrhundert mit Walmdach in Reetdeckung und Querdurchfahrt                                         | 25085499 | BW   |
| Altenbrücker Straße 6 53° 14′ 34″ N, 8° 50′ 57″ O | Scheune                   | Fachwerkbau mit Backstein- und Flechtwerkausfachung, unter Walmdach in Reetdeckung. Errichtet zweite Hälfte 18. Jahrhundert | 25085513 | BW   |

## Osterholz-Scharmbeck
| Lage                                                           | Bezeichnung                             | Beschreibung | ID       | Bild           |
| -------------------------------------------------------------- | --------------------------------------- | --- | -------- | -------------- |
| Ahrensfelder Damm 8 53° 13′ 52″ N, 8° 49′ 33″ O                | Wohn-/ Wirtschaftsgebäude               | Zweiständer in Fachwerk mit Krüppelwalmdach in Reetdeckung. Errichtet Mitte des 19. Jahrhunderts. | 25089130 | BW             |
| Ahrensfelder Damm 8 53° 13′ 52″ N, 8° 49′ 34″ O                | Scheune                                 | Fachwerkbau mit Walmdach in Reetdeckung und Querdurchfahrt, errichtet Mitte des 19. Jahrhunderts. | 25089143 | BW             |
| Ahrensfelder Straße 44 53° 13′ 55″ N, 8° 49′ 4″ O              | Wohn-/ Wirtschaftsgebäude               | Zweiständer-Hallenhaus vom Anfang des 19. Jahrhunderts in Fachwerk mit Satteldach in Reetdeckung, mit Halbwalm am Wohngiebel, Wirtschaftsgiebel um 1900 in Backstein erneuert | 25089506 | BW             |
| Am Kleinbahnhof 1 53° 13′ 28″ N, 8° 47′ 58″ O                  | Kleinbahnhof Osterholz-Scharmbeck       | Eingeschossiger Backsteinbau als Empfangsgebäude von 1910 mit ziegelgedecktem Walmdach. Achsensymmetrisch gestaltet nach Plänen des Worpsweder Künstlers Heinrich Vogeler, heute Kulturzentrum (KuZ) | 25089259 | Weitere Bilder |
| Am Stadtpark 3 53° 13′ 18″ N, 8° 47′ 56″ O                     | Upmann’sche Villa                       | Dreigeschossiger Bau von um 1860 mit Walmdach, unten Sichtmauerwerk, zweites Obergeschoss 1903 in Fachwerk umgebaut, betonte Mittelachse (Dachhäuser, Eingang mit Vorbau), Fassaden mit Lisenen, Rundbogenfries und rundbogigen Öffnungen | 25089520 | BW             |
| Auf dem Kamp 53° 13′ 15″ N, 8° 47′ 39″ O                       | Jüdischer Friedhof Osterholz-Scharmbeck | Gepflegte Anlage, 74 Grabsteine aus dem Zeitraum von 1765 bis 1939 vorhanden. Erste Bestattung 1757, bis 1939 fanden wohl 200 Beerdigungen statt. 1999 wurde der Friedhof geschändet. | 25089536 | BW             |
| Auf dem Kamp 53° 14′ 3″ N, 8° 48′ 12″ O                        | Ziegenbockstation                       | Deckstation von 1928 für die Niedersächsische Heimstätte GmbH nach Entwurf des hauseigenen Architekten Hans Martin Fricke unter der Oberleitung von Otto Conrad Friedrich Bräutigam. Zweigeschossiger Massivbau mit Flachdach, ostseitig zweigeschossiger Wohntrakt, westseitig eingeschossiger Stall mit Putzfassade. | 25085003 |                |
| Bachstraße 53° 13′ 27″ N, 8° 48′ 36″ O                         | Einfriedung                             | Backsteinmauer aus großformatigen Backsteinen, mit regelmäßigen schrägen Stützpfeilern. Errichtet als westliche Mauer des ehemaligen Wirtschaftshofs des Klosters Osterholz; Ursprung 12. Jahrhundert. Heute Teil des Heimatmuseums Osterholz-Scharmbeck. | 25085525 | BW             |
| Bahnhofstraße 10 53° 13′ 19″ N, 8° 48′ 3″ O                    | Villa                                   | Ein- bis zweigeschossiger Massivbau von um 1910 mit Sattel- und Walmdach in Ziegeldeckung, auf großem Gartengrundstück | 25085542 | BW             |
| Bahnhofstraße 14 53° 13′ 20″ N, 8° 48′ 1″ O                    | Villa                                   | Ein- bis zweigeschossiger Massivbau 1906/08 unter bewegter Dachlandschaft mit Erkern, Risaliten und Zwerchhäusern, Fachwerk im Dachgeschoss | 25088741 | BW             |
| Bahnhofstraße 16 53° 13′ 20″ N, 8° 48′ 1″ O                    | Villa                                   | Eingeschossiger Backsteinbau von 1920 mit Mansarddach und zweigeschossigem Risalit sowie Anbau | 25088755 | BW             |
| Bahnhofstraße 71 53° 13′ 34″ N, 8° 47′ 36″ O                   | Wohnhaus                                | Eingeschossiges Gebäude von 1897 mit Krüppelwalmdächern in Ziegeldeckung mit sehr bewegter Dachlandschaft, aufwändiger Fassadengestaltung mit Erker und markantem Polygonalturm | 25086924 | BW             |
| Beckstraße 27 53° 13′ 57″ N, 8° 46′ 49″ O                      | Wohn-/ Wirtschaftsgebäude               | Zweiständer-Hallenhaus von 1673 in Fachwerk mit Krüppelwalmdach in Reetdeckung, Wirtschaftsgiebel auf Konsolen kräftig auskragend, Wohngiebel massiv | 25084436 | BW             |
| Beckstraße 27 53° 13′ 57″ N, 8° 46′ 49″ O                      | Stall                                   | Wandständerbau mit Backsteinausfachung und Satteldach vom Ende des 19. Jahrhunderts | 25089090 | BW             |
| Beckstraße 34 53° 13′ 59″ N, 8° 46′ 47″ O                      | Wohnhaus                                | Fachwerkbau vom 1763 mit Krüppeldach in Ziegeldeckung, errichtet als Sandbecker Witwenhaus | 25084454 |                |
| Bördestraße 41 53° 13′ 26″ N, 8° 48′ 28″ O                     | Philippi-Hof                            | Eingeschossiger Backsteinbau 1835 mit Krüppelwalmdach, Geburtshaus des Philologen und Kunsthistorikers Adolf Philippi (1843-1918) | 25087379 | BW             |
| Bördestraße 42 53° 13′ 25″ N, 8° 48′ 34″ O                     | Findorff-Haus                           | Fachwerkbau von 1753 mit ziegelgedecktem Krüppelwalmdach, Nordfassade horizontal verbrettert, früher Amtsschreiberhaus, Bauaufsicht von Moorkommissar Jürgen Christian Findorff, heute Heimatmuseum | 25087394 |                |
| Bördestraße 42 53° 13′ 26″ N, 8° 48′ 34″ O                     | Grünanlage                              | Grünanlage mit altem Baumbestand, heute Fläche des Heimatmuseums Osterholz-Scharmbeck. | 42769290 | BW             |
| Bremer Straße / Ritterhuder Straße 53° 12′ 58″ N, 8° 46′ 49″ O | Gefallenendenkmal                       | Aus Feldsteinen aufgeschichteter Kubus mit großem Stein als Abschluss. Errichtet um 1920 als Denkmal für gefallene Soldaten des Ersten Weltkriegs. An der Frontseite eingelassenes Relief eines Soldatenkopfes mit darunterstehenden Namen. | 25086727 | BW             |
| Findorffstraße 1 53° 13′ 31″ N, 8° 48′ 37″ O                   | Wohn-/ Wirtschaftsgebäude               | Vierständer-Hallenhaus von 1757 in Fachwerk mit Krüppelwalmdach in Ziegeldeckung, Ladeluke mit Kranaufzug. Errichtet | 25089630 | BW             |
| Findorffstraße 14 53° 13′ 28″ N, 8° 48′ 43″ O                  | Hospital                                | Eingeschossiger Backsteinbau von 1562 mit Satteldach in Ziegeldeckung, Hospital und Klosterherberge, zeitgleich entstandener nördlicher Vorbau mit Sandsteinrelief | 25086772 | BW             |
| Findorffstraße 16 53° 13′ 28″ N, 8° 48′ 44″ O                  | St.-Marien-Kirche                       | Backsteinbau mit quadratischen Jochen, ziegelgedecktem Walmdach, geradem Chorabschluss und Doppelturm mit Pyramidendach, Kernbau von 1186 bis 1197, ab 1202 Nonnenkloster, ehemals dreischiffige Gewölbebasilika mit Querschiff, Chorquadrat, Hauptapsis und Seitenapsiden am Querhaus, Nonnenempore beim Turm. 1345 Umbau zur zweischiffigen Halle, vergrößernder Neubau in der Flucht des Querschiffes, Chor um ein Joch verlängert, 1708 Abbruch südliches Seitenschiff und Seitenapsiden sowie 1769 Abtragung des südlichen Turms | 25086758 | Weitere Bilder |
| Hinter der Kirche 4 53° 13′ 44″ N, 8° 47′ 10″ O                | Schule                                  | Eingeschossiges Fachwerkgebäude von 1753 mit Krüppelwalmdach in Ziegeldeckung, ab 1831 bis 1859 Bäckerei, dann Pfarrhaus und heute Wohn- und Geschäftshaus | 25086955 | BW             |
| Hinter der Kirche 6 53° 13′ 43″ N, 8° 47′ 11″ O                | Turm der Feuerwache                     | Viergeschossiger Turm von 1926 aus Backsteinmauerwerk, mit geschweiftem Helm in Kupferblech. | 25086939 |                |
| Hohetorstraße 3 53° 13′ 35″ N, 8° 48′ 23″ O                    | Friedhof                                | 1766–68 im Klosterholz angelegter Friedhof, mehrfach im 18. und 19. Jahrhundert erweitert | 46664627 | BW             |
| Hohetorstraße 3 53° 13′ 32″ N, 8° 48′ 21″ O                    | Mauer                                   | Einfassungsmauer des Friedhofs in Backstein von ca. 500 m Länge mit auch Findlinge, 1922 Gedenkwand für Gefallenen des Ersten Weltkriegs mit spitzbogigem Durchgang | 25088555 | BW             |
| Hundestraße 11 53° 13′ 59″ N, 8° 47′ 6″ O                      | Wohn-/ Wirtschaftsgebäude               | Zweiständer-Hallenhaus von 1626 in Fachwerk mit Krüppelwalmdach, Wirtschaftsgiebel vorkragend; ältester Profanbau der Stadt, zeitweise das Alte Museum | 25088769 | BW             |
| Kirchenstraße 2 53° 13′ 43″ N, 8° 47′ 9″ O                     | St. Willehadi                           | Saalbau von 1745 aus verputztem Backstein mit Satteldach, nach Osten abgewalmt, eingezogener Polygonalchor, an romanischen Westturm aus Feldsteinen; um 1900 mit Backsteinen verblendet und erhöht; im Inneren hölzernes Tonnengewölbe und dreiseitig umlaufende Empore, im Westen doppelgeschossig, oben die Orgel des Orgelbauers Erasmus Bielfeldt von 1731–34/45 | 25090166 | Weitere Bilder |
| Kirchenstraße 9 53° 13′ 46″ N, 8° 47′ 3″ O                     | Pfarrhaus                               | Zweigeschossiger Fachwerkbau mit ziegelgedecktem Walmdach, errichtet als Pfarrhaus 1730–40. Östlicher giebelständiger massiver zweigeschossiger Anbau mit Satteldach von 1892. | 25090200 | BW             |
| Klosterplatz 1 53° 13′ 29″ N, 8° 48′ 47″ O                     | Amtsgericht                             | Zweigeschossiger Backsteinbau unter Walmdach in Schieferdeckung. Mit symmetrischer Fassadengliederung mit mittigem vorgezogenem Risalit unter eigenem Satteldach; hier ursprünglich auch der Eingang. Rundbogige Öffnungen, Gesims-, Brüstungs- und Ortsgangsschmuck in Sandstein. Erbaut 1858 auf dem ehemaligen Klostergelände. | 25088571 | BW             |
| Klosterplatz 2 53° 13′ 27″ N, 8° 48′ 47″ O                     | Amtshaus                                | Zweigeschossiger Backsteinbau von 1735 mit Walmdach in Ziegeldeckung, Gewölbekeller erhalten | 25088585 | BW             |
| Lindenstraße 40 53° 13′ 47″ N, 8° 47′ 26″ O                    | von Rönnsche Mühle                      | Backsteinbau 1882/83 mit zweigeschossiger Galerieholländer mit Windrose und Segelgatterflügel, Unterbau als Lagergebäude, Wohnhaus mit Risalit | 25087811 |                |
| Lindenstraße 40 53° 13′ 48″ N, 8° 47′ 28″ O                    | Pferdestall                             | Nordöstlich der Mühle stehendes langes Fachwerkgebäude mit Backsteinausfachung, unter Satteldach in Ziegeldeckung. Errichtet im 19. Jahrhundert als Pferdestall. | 25087741 | BW             |
| Lindenstraße 53 53° 13′ 51″ N, 8° 47′ 17″ O                    | Fassade                                 | Wirtschaftsgiebel eines ehemaligen Wohn-/ Wirtschaftsgebäudes von 1601 in Fachwerk mit geschwungenen Fußstreben im vorkragenden Obergeschoss | 25087758 | BW             |
| Lindenstraße 66 53° 13′ 54″ N, 8° 47′ 19″ O                    | Wasserturm                              | Turm in Backsteinmauerwerk über nahezu quadratischem Grundriss von 1935 mit seitlichem Eingangsbau und zweigeschossigem Anbau, sparsamer Fassadenschmuck, Architekt: Max von Essen, in Betrieb bis 1978 | 25084814 | BW             |
| Mühlenstraße 53° 13′ 29″ N, 8° 48′ 48″ O                       | Klostermauer                            | Großformatige Backsteinmauer mit regelmäßigen Stützpfeilern aus dem 12. Jahrhundert, östliche Mauer des ehemaligen Klosters Osterholz, später Amtsbezirk | 25087778 | BW             |
| Osterholzer Straße 12 53° 13′ 33″ N, 8° 48′ 5″ O               | Wohnhaus                                | Eingeschossiger Massivbau von um 1900 mit Drempel und Satteldach, aufwändige Veranda | 25085332 | BW             |
| Rathausstraße 1 53° 13′ 37″ N, 8° 47′ 41″ O                    | Rathaus                                 | Zweigeschossiger Backsteinbau von 1891 mit ziegelgedecktem Walmdach, symmetrische Fassaden mit zwei Seitenrisaliten und mittigem Eingang, erbaut als Armenhaus und seit 1928 Rathaus | 25086134 |                |
| Rübhofstraße 4 53° 13′ 32″ N, 8° 48′ 48″ O                     | Kreishaus                               | Zweigeschossiger Backsteinbau von 1908 mit Mansardwalmdach, straßenseitig mittlere Eingangszone durch zwei dorische Kolossalsäulen betont, seit 1973 Teil des Amtsgerichts | 25082562 | BW             |
| Rübhofstraße 7 53° 13′ 34″ N, 8° 48′ 43″ O                     | Schule                                  | Zweigeschossiger Backsteinbau von 1882 mit Satteldach, Risalite bei den beiden Eingängen | 25085380 | BW             |
| Rübhofstraße 7 53° 13′ 33″ N, 8° 48′ 45″ O                     | Turnhalle                               | Backsteinbau über T-förmigem Grundriss von 1882 mit Satteldächern, aufwändiger Staffelgiebel | 51498640 | BW             |
| Teichstraße 9 53° 13′ 48″ N, 8° 47′ 7″ O                       | Wohnhaus                                | Zweigeschossiger Massivbau vom Anfang des 19. Jahrhunderts mit Walmdach in Ziegeldeckung, südliche Haushälfte mit horizontalem Putzfugenschnitt | 25089644 | BW             |

### Rittergut Sandbeck
| Lage                                         | Bezeichnung | Beschreibung | ID       | Bild           |
| -------------------------------------------- | ----------- | --- | -------- | -------------- |
| Sandbeckstraße 13 53° 14′ 2″ N, 8° 46′ 51″ O | Herrenhaus  | Zweigeschossiger Fachwerkbau mit Walmdach in Ziegeldeckung. Fassaden mit ornamentalen Schnitzereien, errichtet um 1575 für Johann von Sandbeck (dessen Lehensübernahme erfolgte 1571) durch Baumeister Johan Stollink; 1725 (a) um sechs Gefache nach Westen verlängert. | 25086788 | Weitere Bilder |
| Sandbeckstraße 13 53° 14′ 3″ N, 8° 46′ 50″ O | Scheune     | Großer Vierständerbau aus der Mitte des 18. Jahrhunderts in Fachwerk mit Krüppelwalmdach in Ziegeldeckung | 25086803 | BW             |
| Sandbeckstraße 13 53° 14′ 3″ N, 8° 46′ 53″ O | Brücke      | Steinerne Gewölbebrücke über den ehemaligen Burggraben, heute Graft. Errichtet Mitte 18. Jahrhundert. | 25085728 |                |
| Sandbeckstraße 13 53° 14′ 1″ N, 8° 46′ 53″ O | Mühlenwehr  | Steinernes Mühlenwehr südlich der Graft. Errichtet 1733 (i); Datierung auf Sandsteinbalken. | 25085744 | BW             |
| Sandbeckstraße 13 53° 14′ 1″ N, 8° 46′ 51″ O | Graft       | Der Hof und Gutspark des Ritterguts wird allseitig umschlossen von einer Graftanlage. | 25084861 | BW             |
| Sandbeckstraße 13 53° 14′ 4″ N, 8° 46′ 49″ O | Park        | Gutspark mit altem Baumbestand und alleeartiger Zuleitung von Nordosten auf die Hoffläche. | 25087794 | BW             |

## Penningbüttel
| Lage                                              | Bezeichnung               | Beschreibung | ID       | Bild |
| ------------------------------------------------- | ------------------------- | --- | -------- | ---- |
| Neuendammer Straße 11 53° 14′ 33″ N, 8° 49′ 2″ O  | Wohn-/ Wirtschaftsgebäude | Zweiständer-Hallenhaus von 1819 in Fachwerk mit Krüppelwalmdach in Reetdeckung, Teil der südlichen Traufseite massiv erneuert                | 25084987 | BW   |
| Neuendammer Straße 11 53° 14′ 33″ N, 8° 49′ 3″ O  | Scheune                   | Fachwerkbau mit Walmdach in Reetdeckung vom Ende 19. Jh.                                                                                     | 25089943 | BW   |
| Neuendammer Straße 38 53° 14′ 29″ N, 8° 49′ 20″ O | Wohn-/ Wirtschaftsgebäude | Zweiständer-Hallenhaus von 1804 in Fachwerk mit Krüppelwalmdach in Reetdeckung                                                               | 25089957 | BW   |
| Neuendammer Straße 42 53° 14′ 29″ N, 8° 49′ 24″ O | Wohn-/ Wirtschaftsgebäude | Zweiständer-Hallenhaus von um 1800 in Fachwerk mit Krüppelwalmdach in Reetdeckung, 1867 verlängert                                           | 25088522 | BW   |
| Neuendammer Straße 46 53° 14′ 29″ N, 8° 49′ 31″ O | Wohn-/ Wirtschaftsgebäude | Zweiständer-Hallenhaus von 1814 in Fachwerk mit reetgedecktem Satteldach, am Wohngiebel mit Halbwalm, 1906 verlängert                        | 25089985 | BW   |
| Neuenfelder Straße 2 53° 14′ 19″ N, 8° 50′ 3″ O   | Wohn-/ Wirtschaftsgebäude | Zweiständer-Hallenhaus von um 1790 in Fachwerk mit Krüppelwalmdach in Reetdeckung                                                            | 25090019 | BW   |
| Neuenfelder Straße 2 53° 14′ 20″ N, 8° 50′ 3″ O   | Baumbestand               | Baumbestand am nördlichen straßenseitigen Grundstücksende.                                                                                   | 25088629 | BW   |
| Neuenfelder Straße 5 53° 14′ 18″ N, 8° 50′ 19″ O  | Wohn-/ Wirtschaftsgebäude | Zweiständer-Hallenhaus vom Ende des 18. Jh. in Fachwerk mit Satteldach in Reetdeckung, am Wohngiebel mit Krüppelwalm, 1902 renoviert         | 25090063 | BW   |
| Neuenfelder Straße 8 53° 14′ 18″ N, 8° 50′ 35″ O  | Wohn-/ Wirtschaftsgebäude | Zweiständer-Hallenhaus von um 1790 in Fachwerk mit Satteldach in Reetdeckung, errichtet Ende 18. Jh, Wohnende massiv verlängert              | 25090122 | BW   |
| Neuenfelder Straße 8 53° 14′ 17″ N, 8° 50′ 36″ O  | Scheune                   | Fachwerkbau mit Steinausfachungen, teilweise vertikal verbrettert; mit Walmdach in Reetdeckung. Mit Quereinfahrten, errichtet Anfang 19. Jh. | 25090139 | BW   |
| Neuenfelder Straße 8 53° 14′ 18″ N, 8° 50′ 34″ O  | Baumbestand               | Alter Baubestand westlich und nördlich des Wohn-/ Wirtschaftsgebäudes bis zur nördlichen Grundstücksgrenze.                                  | 25088643 | BW   |

## Teufelsmoor
| Lage                                             | Bezeichnung               | Beschreibung | ID       | Bild |
| ------------------------------------------------ | ------------------------- | --- | -------- | ---- |
| Am Günnemoor 12 53° 16′ 22″ N, 8° 54′ 36″ O      | Wohnhaus                  | Massivbau von 1907, EG in Backsteinmauerwerk, darüber Drempelgeschoss in Fachwerk mit bewegter Dachlandschaft in Ziegeldeckung                                      | 25087592 | BW   |
| Am Günnemoor 15 53° 16′ 51″ N, 8° 54′ 40″ O      | Wohn-/ Wirtschaftsgebäude | Zweiständer-Hallenhaus von 1802 in Fachwerk mit Krüppelwalmdach in Reetdeckung                                                                                      | 25087514 | BW   |
| Am Günnemoor 15 53° 16′ 51″ N, 8° 54′ 42″ O      | Scheune                   | Fachwerkbau mit Satteldach in Reetdeckung mit Quereinfahrt, errichtet Ende 19. Jh.                                                                                  | 25087578 | BW   |
| Am Günnemoor 16 53° 16′ 30″ N, 8° 54′ 51″ O      | Wohn-/ Wirtschaftsgebäude | Zweiständer-Hallenhaus aus der Mitt des 19. Jh. in Fachwerk mit Krüppelwalmdach in Reetdeckung                                                                      | 25089305 | BW   |
| Am Günnemoor 18 53° 16′ 33″ N, 8° 55′ 8″ O       | Wohn-/ Wirtschaftsgebäude | Zweiständer-Hallenhaus vom Anfang 19. Jh in Fachwerk mit Krüppelwalmdach in Reetdeckung                                                                             | 25087481 | BW   |
| Am Günnemoor 18 53° 16′ 35″ N, 8° 55′ 7″ O       | Scheune                   | Langgestreckter Fachwerkbau von 1810 mit Walmdach in Reetdeckung, mit zwei Quereinfahrten                                                                           | 25087499 | BW   |
| Am Günnemoor 23 53° 17′ 12″ N, 8° 54′ 38″ O      | Wohn-/ Wirtschaftsgebäude | Zweiständer-Hallenhaus vom Anfang des 19. Jh. in Fachwerk mit Krüppelwalmdach in Reetdeckung                                                                        | 25086649 | BW   |
| Teufelsmoorstraße 3 53° 15′ 26″ N, 8° 52′ 7″ O   | Heuerhaus                 | Zweiständer-Hallenhaus vom Anfang des 19. Jh. in Fachwerk, Ausfachung teilweise in Wellerwerk, Lehmschlag und Stein; mit Krüppelwalmdach in Reetdeckung             | 25089706 | BW   |
| Teufelsmoorstraße 4 53° 15′ 4″ N, 8° 52′ 14″ O   | Wohn-/ Wirtschaftsgebäude | Mächtiges Zweistände-Hallenrhaus von 1816 in Fachwerk mit Krüppelwalmdach                                                                                           | 25086664 | BW   |
| Teufelsmoorstraße 4 53° 15′ 3″ N, 8° 52′ 16″ O   | Scheune                   | Fachwerkbau von 1748 mit Satteldach und zwei Querdurchfahrten, 1899 nach Süden verlängert                                                                           | 25090180 | BW   |
| Teufelsmoorstraße 4 53° 15′ 5″ N, 8° 52′ 12″ O   | Remise                    | Fachwerkbau vom 19. Jh. mit Satteldach | 25085361 | BW   |
| Teufelsmoorstraße 4 53° 15′ 4″ N, 8° 52′ 12″ O   | Backhaus                  | Fachwerkbau von 1825 mit Satteldach, heute als Remise genutzt | 25090217 | BW   |
| Teufelsmoorstraße 9 53° 15′ 30″ N, 8° 52′ 31″ O  | Wohn-/ Wirtschaftsgebäude | Zweiständer-Hallenhaus im Kern aus dem 17. Jh mit Krüppelwalmdach in Reetdeckung, verlängert um 1800, 1949. Stallanbau in Fachwerk am Wirtschaftsteil               | 25087641 | BW   |
| Teufelsmoorstraße 9 53° 15′ 30″ N, 8° 52′ 29″ O  | Scheune                   | Fachwerkbau mit einer teilweisen Ausfachung aus vertikalen Brettern (Giebel) ansonsten Lehmstakung; MIT reetgedecktem Satteldach, errichtet Ende 18. Jh.            | 25087424 | BW   |
| Teufelsmoorstraße 9 53° 15′ 31″ N, 8° 52′ 30″ O  | Backhaus                  | Fachwerkbau mit Backstein- und Lehmausfachungen unD Satteldach; errichtet Ende 18. Jh.                                                                              | 25089692 | BW   |
| Teufelsmoorstraße 15 53° 15′ 35″ N, 8° 53′ 17″ O | Wohn-/ Wirtschaftsgebäude | Zweiständer-Hallenhaus von um 1800 in Fachwerk mit Krüppelwalmdach in Reetdeckung                                                                                   | 25089458 | BW   |
| Teufelsmoorstraße 15 53° 15′ 34″ N, 8° 53′ 17″ O | Stall                     | Fachwerkbau von um 1800 mit Walmdach in Reetdeckung | 25089477 | BW   |
| Teufelsmoorstraße 15 53° 15′ 35″ N, 8° 53′ 20″ O | Scheune                   | Fachwerkbau von 1749 mit Backstein- und Lehmausfachung, mit Walmdach in Reetdeckung                                                                                 | 25081619 | BW   |
| Teufelsmoorstraße 15 53° 15′ 34″ N, 8° 53′ 15″ O | Baumbestand               | Alter Baumbestand an der westlichen Parzellengrenze. | 43677155 | BW   |
| Teufelsmoorstraße 18 53° 15′ 54″ N, 8° 54′ 23″ O | Wohn-/ Wirtschaftsgebäude | Hallenhaus von 1800 in Fachwerk mit Krüppelwalmdach in Reetdeckung, Wirtschaftsteil in Zweiständer-, Wohnteil in Vierständerbauweise errichtet, Stallanbau von 1923 | 25089351 | BW   |
| Zur Kleinen Reihe 14 53° 16′ 17″ N, 8° 53′ 23″ O | Wohnhaus                  | Kleiner Fachwerkbau als Kate vom Ende des 19. Jh. mit Walmdach in Reetdeckung                                                                                       | 25089612 | BW   |

## Außerhalb
| Lage                                                                   | Bezeichnung               | Beschreibung | ID       | Bild |
| ---------------------------------------------------------------------- | ------------------------- | --- | -------- | ---- |
| (Altendamm) Altendammer Straße 8 53° 15′ 20″ N, 8° 50′ 25″ O           | Wohn-/ Wirtschaftsgebäude | Zur Straße traufständiger Zweiständerbau in Fachwerk mit Backsteinausfachung, unter Halbwalmdach in Reetdeckung, am Wohnende tiefer herabgezogen. Gleichmäßige schmucklose Fachwerkkonstruktion über Feldsteinsockel. Errichtet Anfang 19. Jh. | 25089061 | BW   |
| (Altendamm) Altendammer Straße 8 53° 15′ 21″ N, 8° 50′ 26″ O           | Scheune                   | | 25084892 | BW   |
| Auf dem Rusch 3 (Heilshorn) 53° 14′ 9″ N, 8° 43′ 8″ O                  | Wohn-/ Wirtschaftsgebäude | Zweiständer-Hallenhaus vom Ende des 18. Jh. in Fachwerk mit weiß geschlämmter Steinausfachung, mit Krüppelwalmdach in Reetdeckung | 25089899 | BW   |
| Brockmannsmühle 2 53° 17′ 53″ N, 8° 41′ 38″ O                          | Wohn-/ Wirtschaftsgebäude | Zweiständer-Hallenhaus von 1845 mit Außenwänden in Backsteinmauerwerk, mit Krüppelwalmdach in Reetdeckung | 25088903 | BW   |
| Brockmannsmühle 2 53° 17′ 54″ N, 8° 41′ 38″ O                          | Wohnhaus                  | Backsteinbau von 1898 mit Drempelgeschoss mit Krüppelwalmdach und mittigem zweigeschossigem Risalit | 25089807 | BW   |
| Brockmannsmühle 2 53° 17′ 55″ N, 8° 41′ 37″ O                          | Backhaus                  | Backsteinbau von 1898 mit angebautem Backofen. | 25088929 | BW   |
| (Brockmannsmühle) 53° 17′ 56″ N, 8° 41′ 35″ O                          | Wassermühle               | Südlich der Drepte gelegener eingeschossiger Fachwerkbau von 1759 mit reetgedecktem Krüppelwalmdach, auf Sand- und Backsteinsockel | 25089792 | BW   |
| (Buschhausen) Buschhausener Straße 53° 13′ 36″ N, 8° 45′ 37″ O         | Gefallenendenkmal         | Aus wenig bearbeiteten Steinen bestehendes obeliskartiges Gebilde. Errichtet für die Gefallenen des Ersten Weltkriegs um 1920; später um Tafel für die Gefallenen des Zweiten Weltkrieges ergänzt.                                             | 25089824 | BW   |
| (Buschhausen) Pothoff 11 53° 13′ 24″ N, 8° 45′ 27″ O                   | Wohn-/ Wirtschaftsgebäude | Zweiständer-Hallenhaus von 1764 in Fachwerk mit Krüppelwalmdach in Reetdeckung | 25086116 | BW   |
| (Buschhausen) Scharmbeckstoteler Straße 114 53° 12′ 51″ N, 8° 45′ 6″ O | Häuslingshaus             | Zweiständer-Hallenhaus von 1804 in Fachwerk mit Steinausfachung und Krüppelwalmdach in Reetdeckung | 25087045 | BW   |
| (Buschhausen) Stoteler Waldstraße 53° 12′ 58″ N, 8° 44′ 24″ O          | Gefallenendenkmal         | | 25087059 | BW   |
| (Buschhausen) Wattloge 37 53° 13′ 30″ N, 8° 45′ 50″ O                  | Wohn-/ Wirtschaftsgebäude | Zweiständer-Hallenhaus von um 1810 in Fachwerk mit Krüppelwalmdach in Reetdeckung, am Wohngiebel Walm tiefer herabgezogen, südliche Traufseite massiv in Backstein ersetzt                                                                     | 25089839 | BW   |
| (Freißenbüttel) Heuweg 4 53° 15′ 49″ N, 8° 47′ 39″ O                   | Wohn-/ Wirtschaftsgebäude | Zweiständer-Hallenhaus VON 1757 in Fachwerk mit kRÜPPELwalmdach in Ziegeldeckung, westliche Traufseite massiv in Backstein | 25084970 | BW   |
| (Myhle) Myhler Straße 25 53° 15′ 45″ N, 8° 48′ 55″ O                   | Windmühle                 | Galerieholländer-Windmühle von 1795 auf Sockelgeschoss, Stumpf mit Reetbehang, Kappe mit Reetdeckung. Erbaut durch Johann Hinrich Kohlmann | 25089928 |      |
| Niedersandhausen 1 53° 16′ 0″ N, 8° 50′ 52″ O                          | Wohn-/ Wirtschaftsgebäude | Zweiständerr-Hallenhaus von um 1810 in Fachwerk mit reetgedecktem Satteldach, mit Halbwalm am Wohnende. | 25087829 | BW   |
| Niedersandhausen 1 53° 16′ 0″ N, 8° 50′ 53″ O                          | Scheune                   | Fachwerkbau von um 1850 mit Satteldach in Reetdeckung | 25087451 | BW   |
| (Scharmbeckstotel) Ruschkamp 4 53° 11′ 45″ N, 8° 46′ 10″ O             | Wassermühle               | Fachwerkbau von um 1810 mit Satteldach in Reetdeckung | 25089567 |      |